# 镰田诚
镰田诚（日语：／ Kamada Makoto，1950年10月21日—），日本男子摔跤运动员。他曾代表日本参加世界摔跤锦标赛，获得一枚铜牌。他也曾参加1972年夏季奥林匹克运动会和1974年亚洲运动会。